# Яснич-Брдо
45°16′ пн. ш. 15°36′ сх. д. / 45.27° пн. ш. 15.60° сх. д.
Яснич-Брдо (хорв. Jasnić Brdo) — населений пункт у Хорватії, в Карловацькій жупанії у складі громади Крняк.

## Населення
Населення за даними перепису 2011 року становило 10 осіб.
Динаміка чисельності населення поселення: